# Oropodes orbiceps
Oropodes orbiceps är en skalbaggsart som beskrevs av Thomas Casey 1894. Oropodes orbiceps ingår i släktet Oropodes och familjen kortvingar. Inga underarter finns listade i Catalogue of Life.